# Lufthansa Group
Deutsche Lufthansa AG es una empresa alemana con sede en Colonia. Es a la vez la empresa matriz y la empresa operativa más grande de un grupo de aviación global con un total de 580 subsidiarias y compañías asociadas que ahora opera bajo la marca Lufthansa Group. Este está formado por las unidades de negocio Network Airlines, Eurowings y Aviation Services.

## Historia
La actual Lufthansa se fundó en 1953 como Aktiengesellschaft für Luftverkehrsbedarf (LUFTAG) y pasó a llamarse Deutsche Lufthansa AG en 1954 tras la adquisición de los derechos del nombre tradicional de la empresa Deutsche Luft Hansa AG, fundada en Berlín en 1926, pero no es la sucesora legal de esta que cesó las operaciones de vuelo al final de la Segunda Guerra Mundial en 1945 y fue liquidada en 1951 por los Aliados.
La nueva compañía inició operaciones de vuelo programados el 1 de abril de 1955.  Hasta 1963, la Lufthansa era casi 100% de propiedad estatal y hasta 1994 fue la aerolínea de bandera oficial de la República Federal de Alemania. Lufthansa se privatizó por completo en 1997 y ha estado emitiendo acciones nominativas con transferibilidad restringida desde septiembre de 1997 para proporcionar las pruebas requeridas en los acuerdos internacionales de aviación y en las directivas de la Unión Europea de que la mayoría de las acciones de Lufthansa están en manos alemanas. Ella es la iniciadora y miembro fundadora de la alianza de aviación Star Alliance.

## Estructura corporativa
Se desarrolló a mediados de la década de 1990 a partir de la aerolínea estatal Lufthansa. El Grupo Lufthansa ahora incluye las aerolíneas Lufthansa, SWISS, Austrian Airlines, Eurowings y Brussels Airlines, así como las bajo Lufthansa Regional organizadas Lufthansa CityLine y Air Dolomiti. El grupo también incluye transporte aéreo con Lufthansa Cargo y su empresa conjunta con DHL: AeroLogic; mantenimiento con Lufthansa Technik y cáterin con LSG Sky Chefs.  La compañía también opera con Lufthansa Aviation Training centros de capacitación para pilotos y auxiliares de vuelo, así como varias empresas de tecnología de la información (TI).
Mientras que el grupo (Lufthansa Group), incluida la Lufthansa German Airlines, está gestionado directamente por la Deutsche Lufthansa AG en conformidad con el derecho de sociedades, sus filiales legalmente independientes se gestionan indirectamente a través de sus órganos ejecutivos y de supervisiones locales.
En cuanto al número de pasajeros transportados, el Grupo Lufthansa, con sus diversas filiales, es la aerolínea más grande de Europa y de las empresas que cotizan en bolsa ocupa el puesto 372 en el mundo; y el cuarto entre las aerolíneas.  Las acciones se cotizaban en el índice de acciones DAX hasta el 21 de junio de 2020 y se incluyeron en el MDAX a partir del 22 de junio de 2020.
En general, este ejemplo se puso a la vanguardia de la creación de otros grupos de aviación en Europa (Ryanair, International Airlines Group y Air France-KLM) y el mundo (Avianca, LATAM Airlines Group, etc.).